# Old Telegraph Station (Alice Springs)

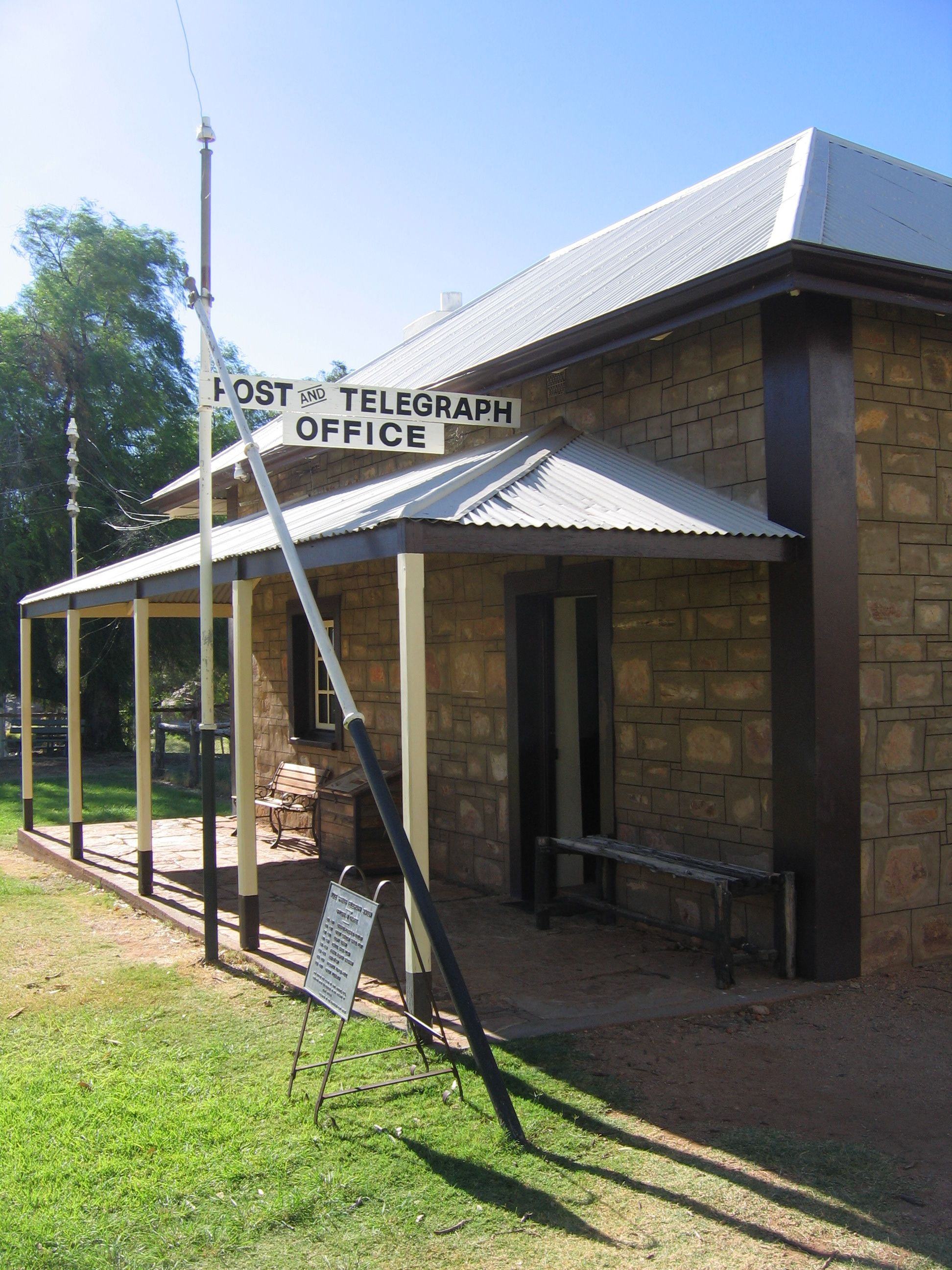
Alice Springs Telegraphenamt und Post

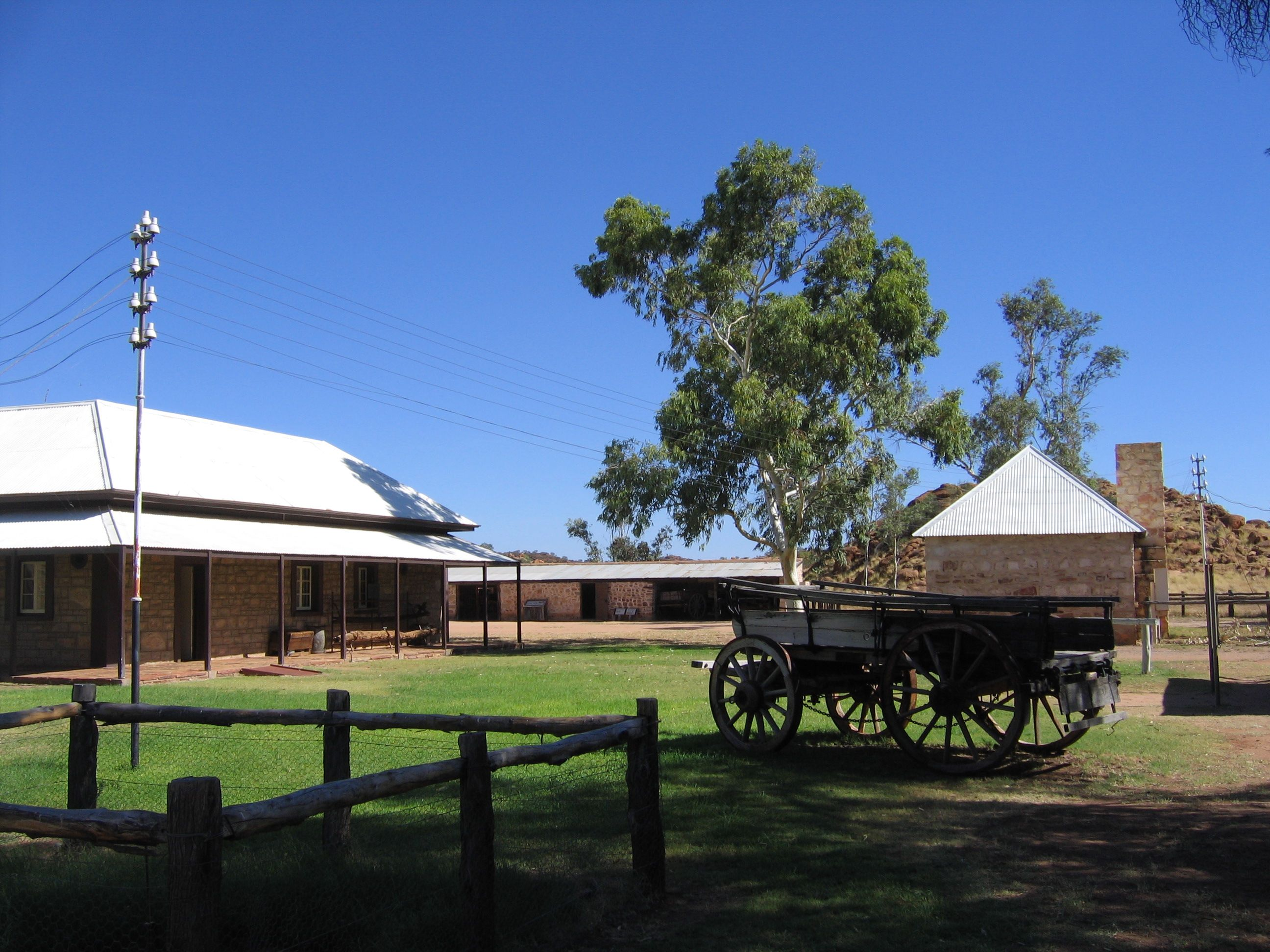

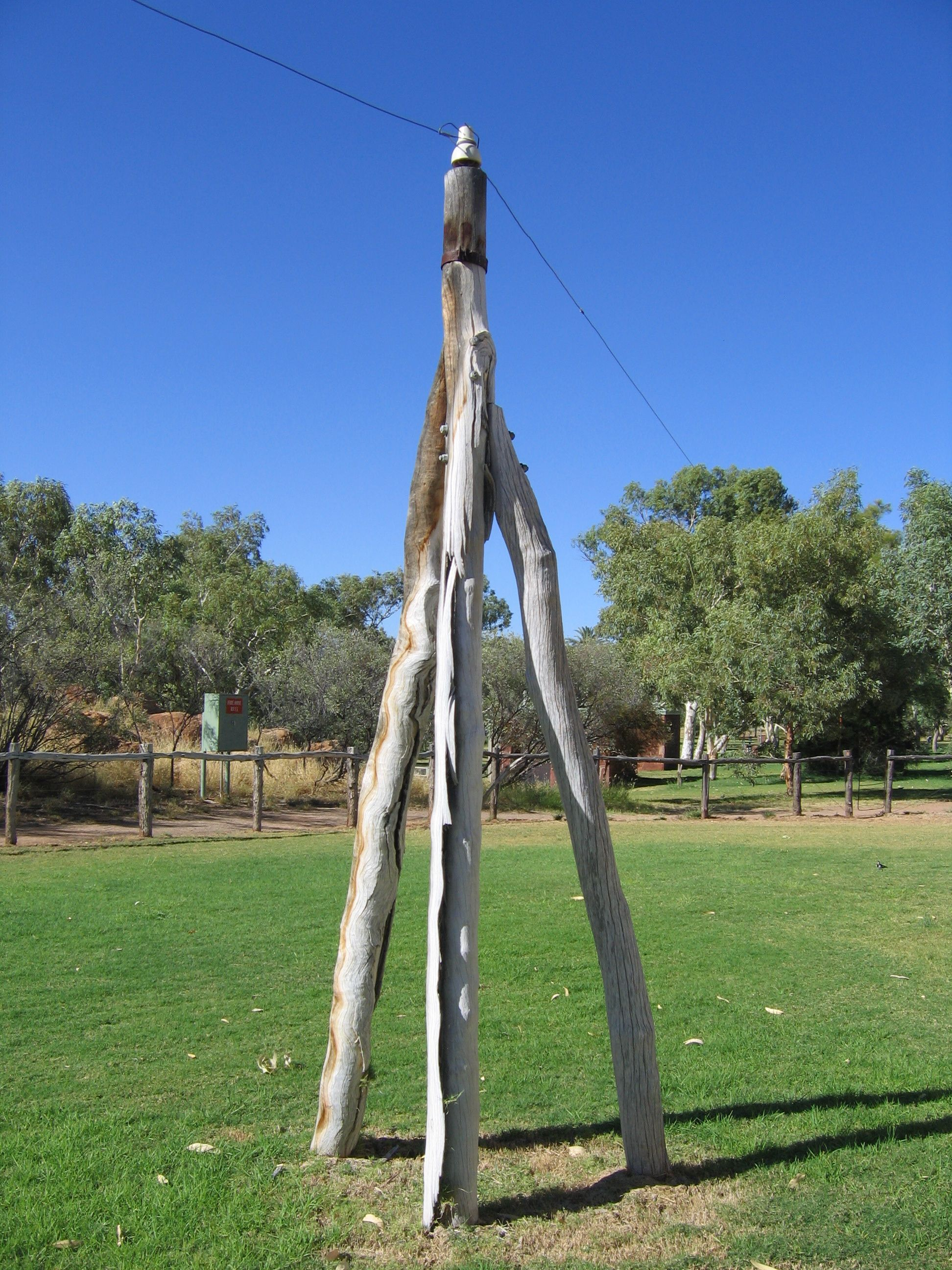
Hölzerner Telegraphenmast. Rekonstruktion der ersten Generation der Maste

Die Old Telegraph Station befindet sich einige Kilometer nordöstlich des Zentrums von Alice Springs. Gleichwohl gilt sie als Keimzelle der Stadt. Heute ist die Telegrafenstation ein Freilichtmuseum. Sie wurde in der Nähe einer Stelle errichtet, an der das Grundwasser im Bett des ansonsten meist trocken liegenden Todd River in der Regel ganzjährig an die Oberfläche tritt.

## Entstehung
Die Telegrafenstation war eine Relaisstation und wurde im Zuge des Baus der Transaustralischen Telegrafenleitung (Overland Telegraph Line) zwischen Port Augusta und Darwin 1871 eingerichtet. Die Leitung ermöglichte erstmals eine telegrafische Verbindung zwischen den australischen Kolonien und Großbritannien. Relaisstationen waren erforderlich, weil die elektrische Spannung, mit der die Leitung ursprünglich betrieben wurde, nicht ausreichte, um sie durchgehend zu betreiben. In der Telegrafenstation wurden die gemorsten Nachrichten empfangen, abgeschrieben und von Hand in den nächsten Abschnitt der Leitung eingegeben.
Die Telegrafenstation war zugleich eine meteorologische Messstation.

## Weitere Verwendung
Anfang des 20. Jahrhunderts wurden die Fernmeldeeinrichtungen von der außerhalb gelegenen Telegrafenstation in die Stadt Alice Springs verlegt. Die Gebäude wurden in der Folge im Rahmen des Programms der australischen Regierung, Aborigines-Mischlingskinder ihren Familien weg zu nehmen und europäisch zu erziehen, in ein Kinderheim und eine Schule umgewandelt.
Heute ist die Anlage ein Museum. Seit 2002 besteht im Eingangsbereich ein modernes Besucherzentrum. In dem Museum werden historische technische Anlagen des Telegrafenbetriebs und die Wohnumstände der damaligen Bewohner gezeigt. Außerdem besteht eine Gedenkstätte für die Opfer des Programms der australischen Regierung, Mischlingskinder ihren Familien weg zu nehmen und europäisch zu erziehen.

### Sonstige Quellen
Besuch und Auswertung der Ausstellung im Museum.

## Weitere Fotos

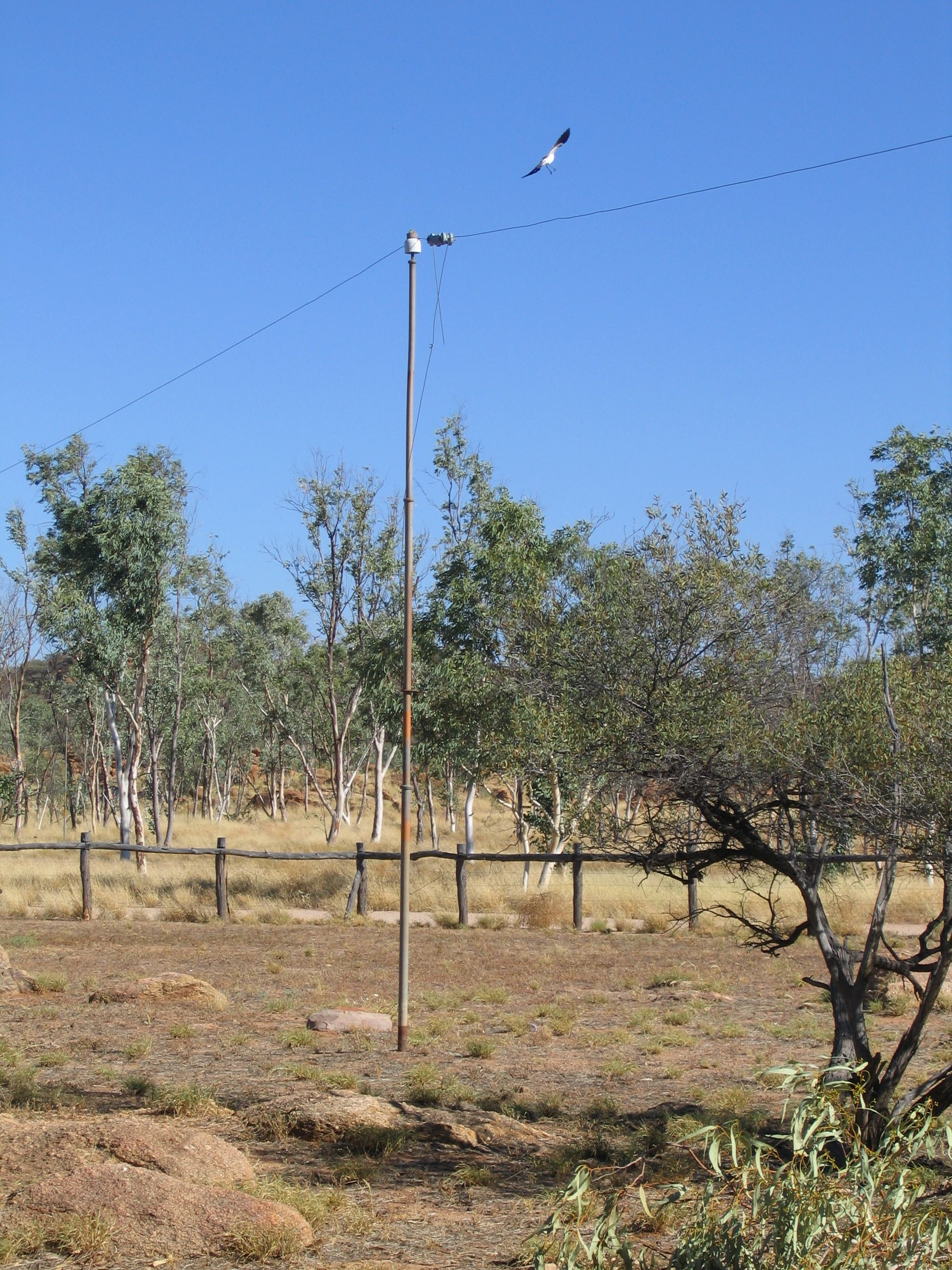
Oppenheimer-Mast für eine Leitung
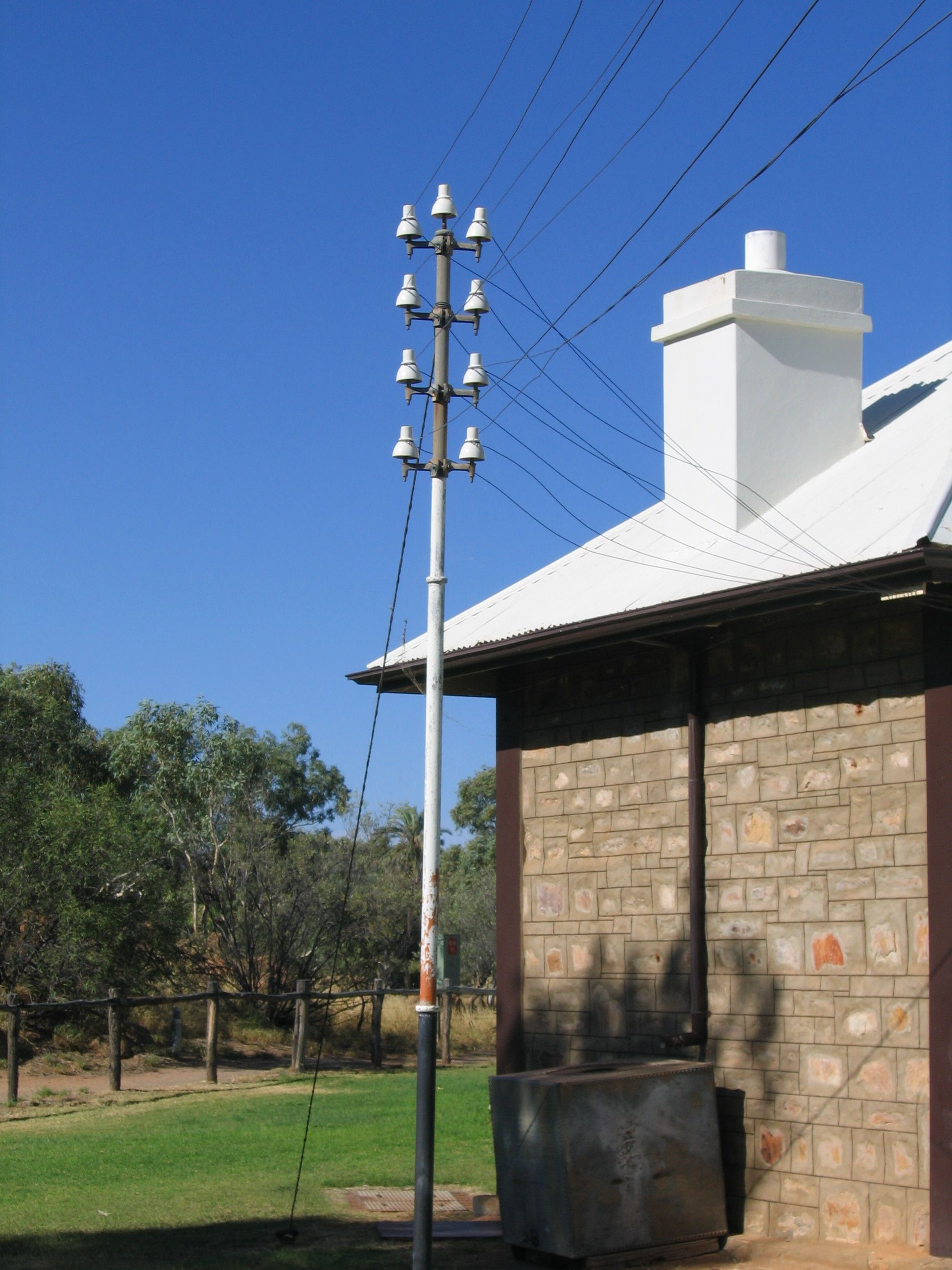
Mast für neun Leitungen
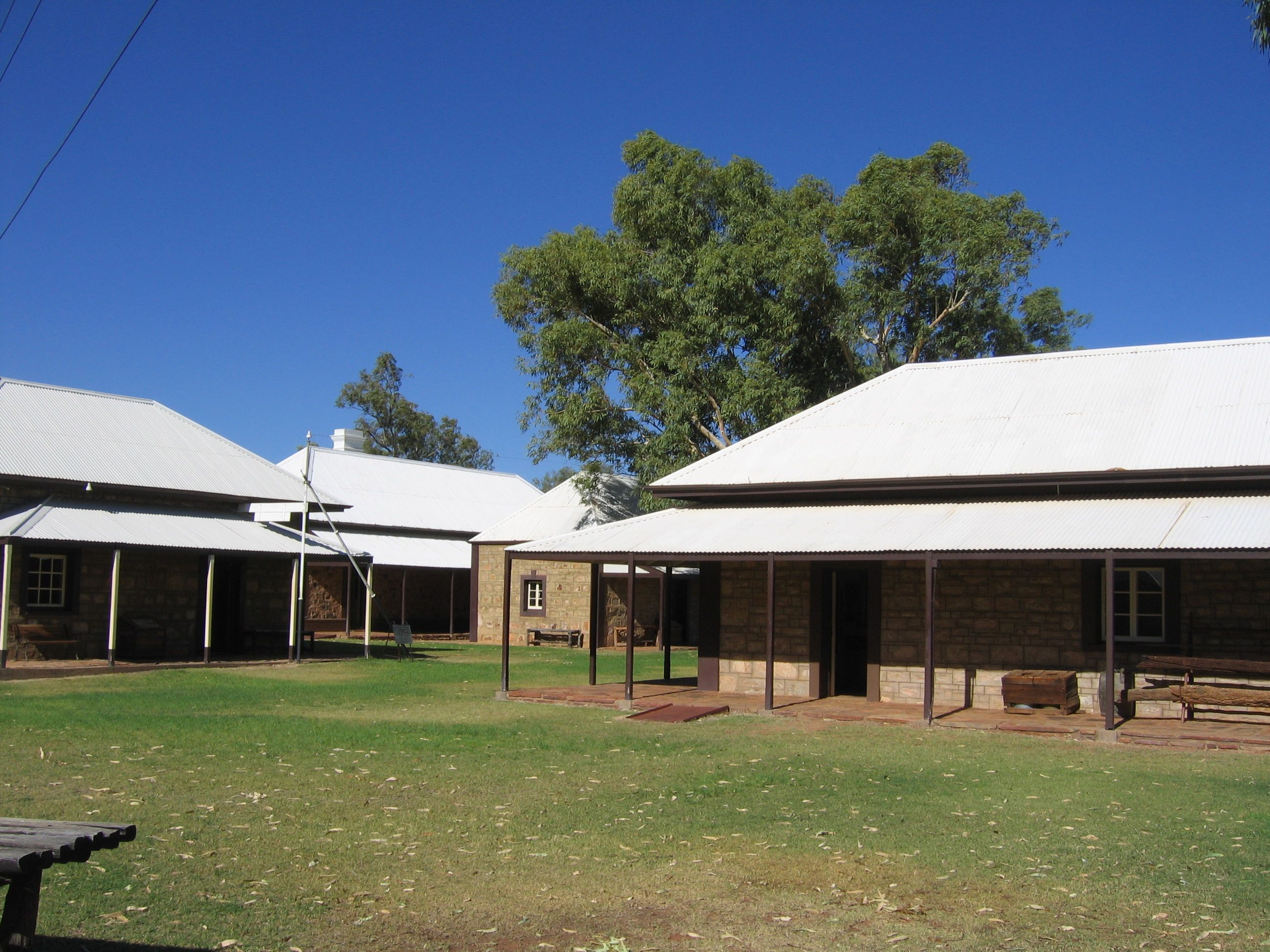
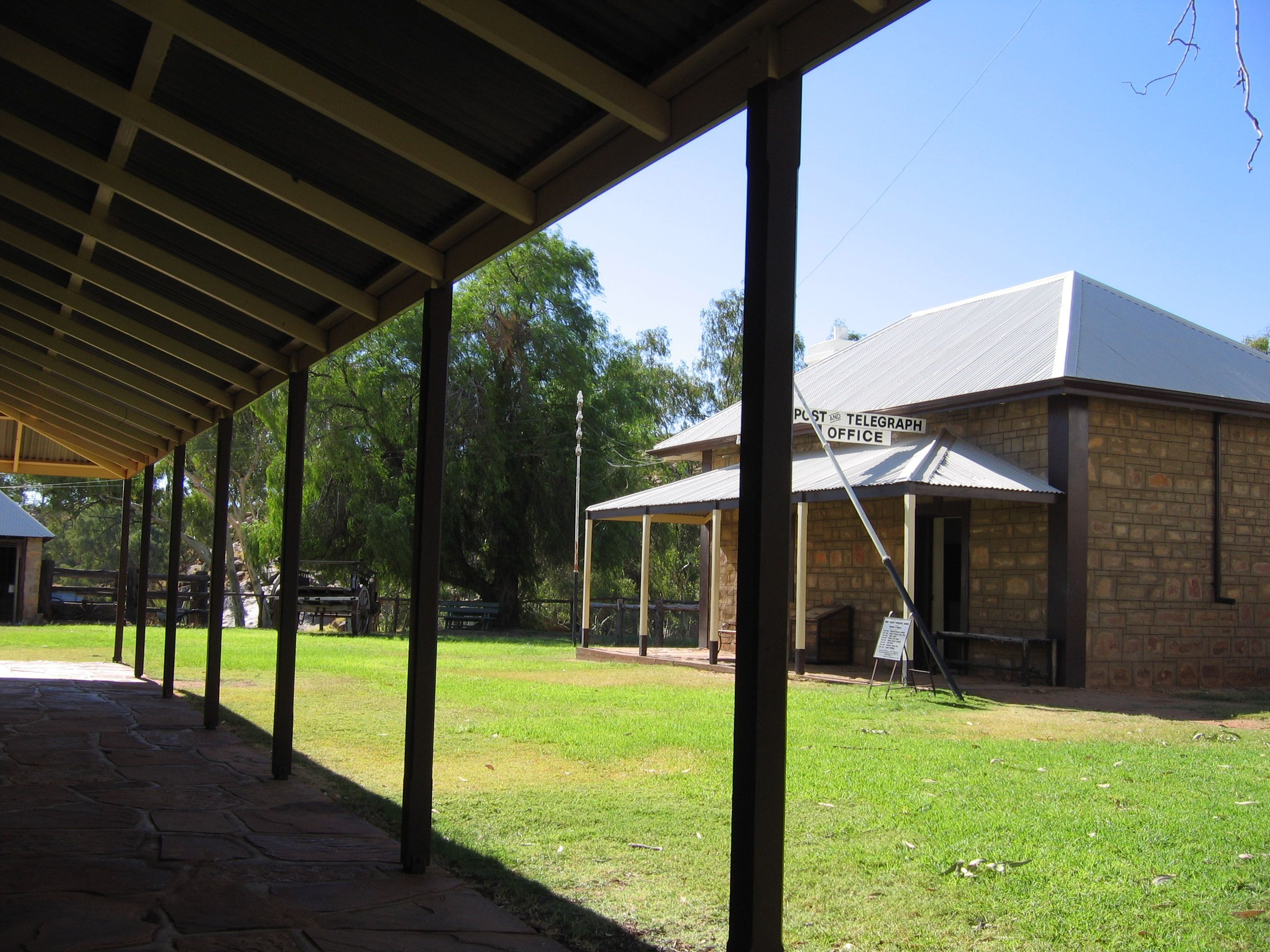
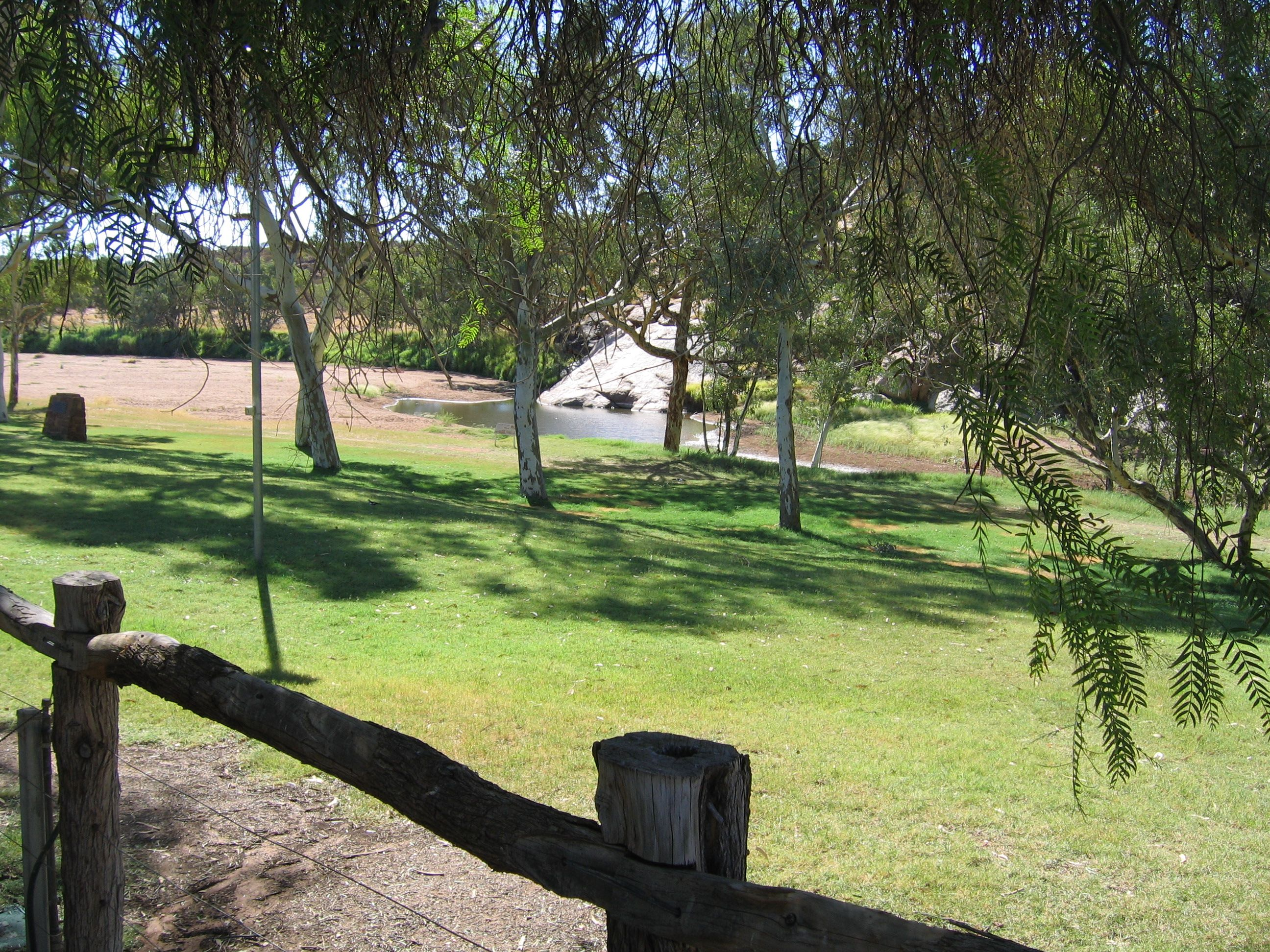
Wasserstelle neben der Telegrafenstation
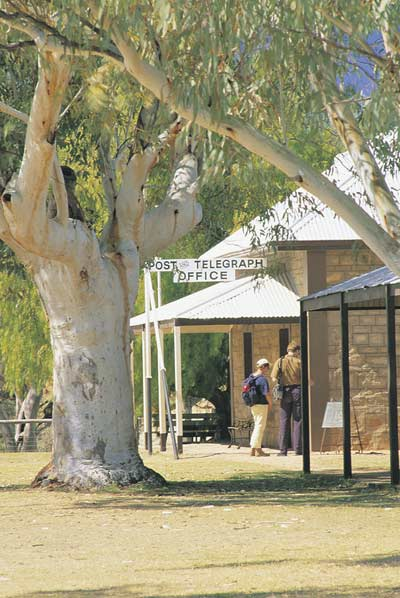